# 다케토리모노가타리

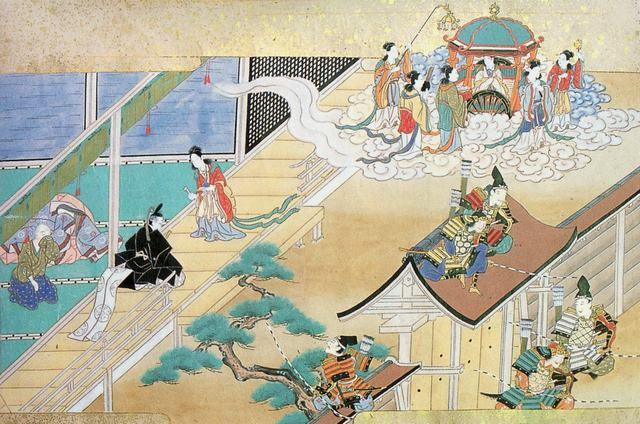

다케토리모노가타리(일본어: 竹取物語 타케토리모노가타리[*])는 일본에 현존하는 가장 오래된 이야기로, 대나무 이야기라는 뜻이다. 대나무장수 할아버지 이야기(다케토리 오키나 모노가타리(竹取翁物語解)), 또는 가구야 공주 이야기라고 부르기도 한다.
만든 해, 지은이는 알 수 없다. 일본 표음문자인 가나로 쓰인 첫 작품이기도 하다.
일본 고대가요집인 만요슈 16권 3791번째 노래에 "대나무 장수 노인이 선녀를 부른다"라는 구절이 있기 때문에 서로 관계가 있다고 보기도 한다.

## 줄거리
대나무를 팔아 생계를 꾸려가는 할아버지가 대나무 안에서 손가락만한 크기의 공주를 데려다 키운다. 공주의 이름은 가구야. 가구야가 일정한 연령으로 장성하자 명문가의 자제 5명이 앞다투어 가구야에게 청혼을 해온다. 그들은 가구야가 요청한대로 상징적인 혼수품을 찾아 각지를 수소문한다. 그러나 다섯 사람 모두 성공하지 못한다. 그 다음은 천황이 친히 가구야에게 청혼을 한다. 가구야는 보름달이 뜰 때까지 기다려 주시기를 청한다. 드디어 보름달이 뜬 그날, 달나라로부터 굉장한 행렬이 지상으로 와서 가구야를 모시고 간다. 가구야를 키운 조부모에게는 풍부한 선물을, 천황에게는 선녀의 날개옷을 남겨 놓고... 다만 천황은 이 선녀의 날개옷이 별 쓸모가 없다고 단정하고 후지산에서 이를 소각한다.
이 스토리는 상하이 앨리스 환악단의 동방 프로젝트 8번째 시리즈 동방영야초에 차용, 각색 되기도 했다.